# Solo Yo (песня Софии Рейес)
«Sólo Yo» (c исп. – «Только я») — сингл мексикано-американской поп-певицы Софии Рейес с её дебютного студийного альбома Louder!. Композиция записана в дуэте с Принсем Ройсом и выпущена на лейбле Warner Music Latina 28 января 2016 года.
«Sólo Yo» стал первым женским синглом, который смог возглавить Billboard Latin Pop Songs Chart за последние 5 лет. Последняя женская песня, которая возглавляла чарт  — «Ven A Bailar» Дженнифер Лопес в 2011 году.

## Релиз
28 января 2016 года выходит третий сингл Софии Рейес — «Sólo Yo» на испанском языке, записанный совместно с Принсем Ройсом. 12 февраля выходит официальный видеоклип, режиссёром которого стал Дэн Паркер.

## Англоязычная версия
11 марта выходит англоязычная версия трека и видео  — «Nobody But Me» (с англ. – «Никто, кроме меня»).

## Ремикс
29 июля состоялась премьера ремикс-версии на англоязычный трек — «Nobody But Me».

## Список композиций
Альбомная версия и цифровая дистрибуция

1. «Sólo Yo» — 4:08

Англоязычная версия

1. «Nobody But Me» — 4:08

Ремикс-версия

1. «Nobody But Me» (Ampersand Remix) — 3:54

## Награды и номинации
| Год  | Премия               | Категория                           | Результат |
| ---- | -------------------- | ----------------------------------- | --------- |
| 2016 | «Premios Quiero»     | «Mejor Video Artista Femenina»      | Номинация |
| 2016 | «Premios Quiero»     | «Mejor Encuentro Extraordinario»    | Номинация |
| 2017 | «Premios Lo Nuestro» | «Pop/Rock Artista Femenino Del Año» | Номинация |

## Позиции в чартах
| Страна  | Чарт (2016)                          | Высшая позиция |
| ------- | ------------------------------------ | -------------- |
| США     | Latin Pop Songs (Billboard)          | 1              |
| Мексика | Mexico Espanol Airplay (Billboard)   | 8              |
| США     | Tropical Songs (Billboard)           | 27             |
| США     | Latin Airplay (Billboard)            | 28             |
| США     | Hot Latin Songs (Billboard)          | 35             |
| США     | Latin Digital Song Sales (Billboard) | 36             |